# Weiße Kreuze

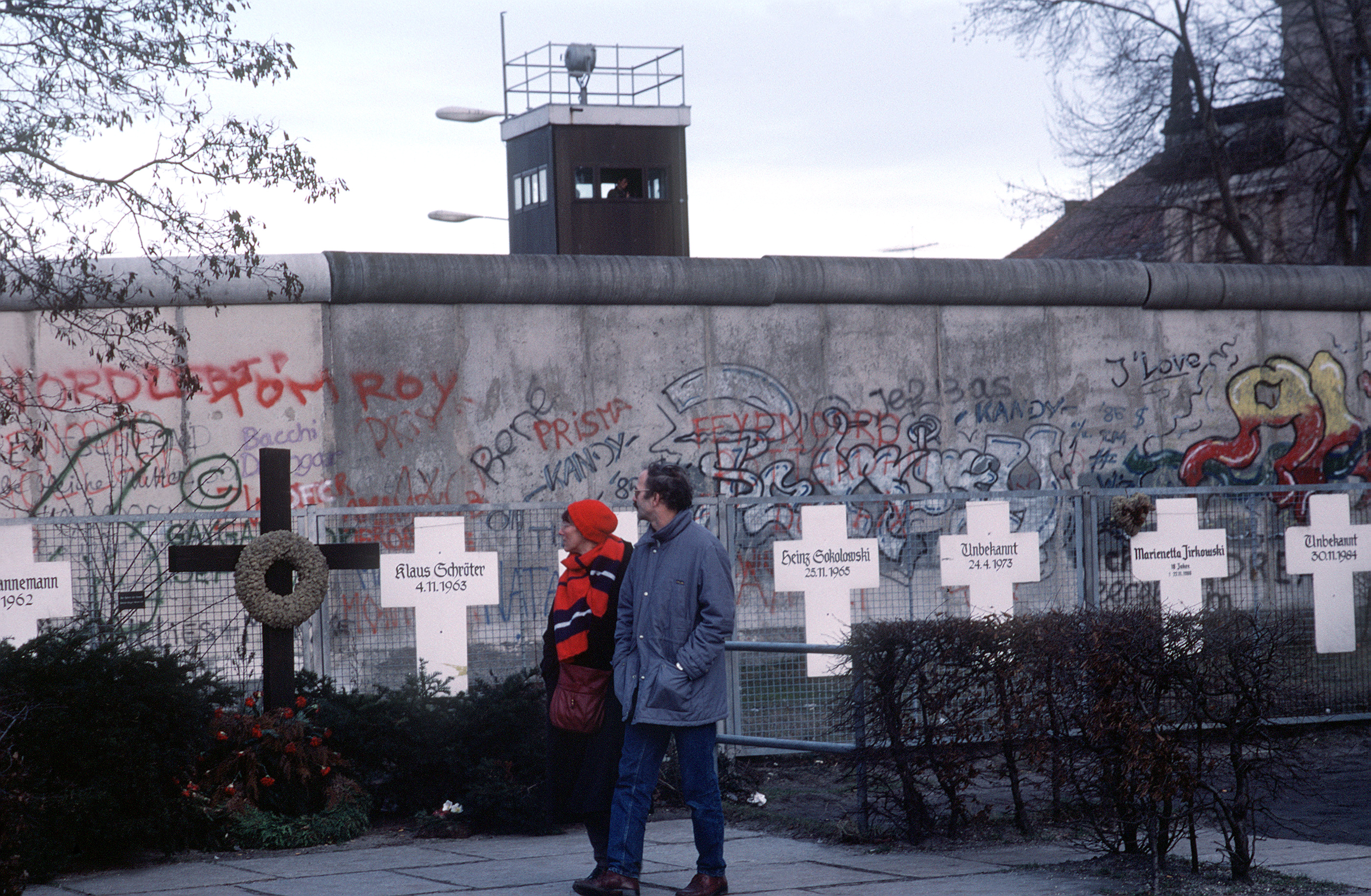
1990: Gedenkstätte an einem Zaun vor der Mauer

Der Gedenkort Weiße Kreuze am Ufer der Spree am Friedrich-Ebert-Platz neben dem Reichstagsgebäude in Berlin erinnert an die Todesopfer an der Berliner Mauer. Der Standort der Gedenkstätte war erst an der Ostseite des Reichstags an einem Zaun vor der Mauer und anschließend gegenüber der Südseite des Reichstags an einem Zaun des Tiergartens.

## Geschichte

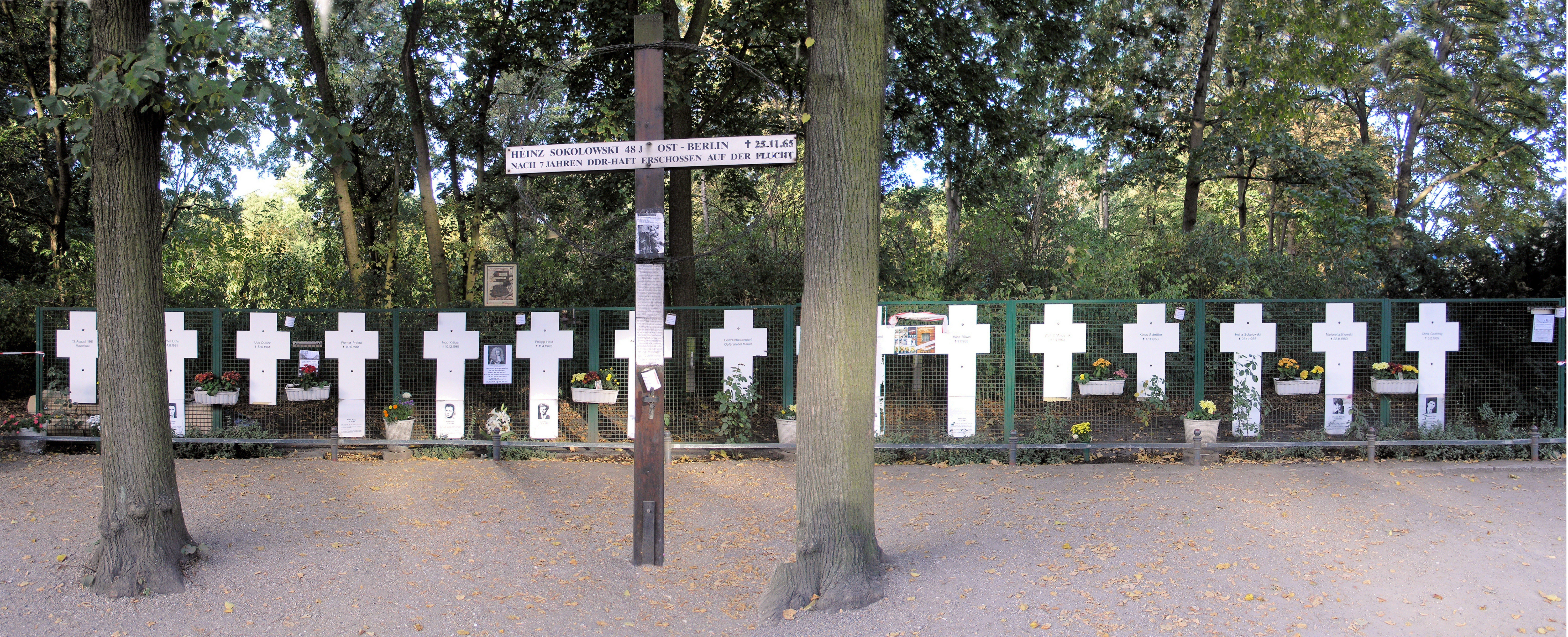
Weiße Kreuze an der Ecke Ebert-/Scheidemannstraße

Der private Berliner Bürger-Verein stiftete die Gedenkstätte am 10. Jahrestag des Mauerbaus am 13. August 1971. Von 1961 bis 1990 verlief die Mauer direkt am Ufer, die Wasserfläche befand sich auf Ost-Berliner Gebiet. Die Kreuze wurden an einem Zaun vor der Mauer an der Ostseite des Reichstags auf West-Berliner Gebiet montiert. Ursprünglich stellte der Bürger-Verein ein weißes Kreuz an jedem Ort entlang der Mauer auf, an dem ein Mensch bei einem Fluchtversuch ums Leben kam. Die Pflege der über das Stadtgebiet verteilten Kreuze überstieg die Möglichkeiten des Vereins, sodass dieser beschloss, sich auf den Standort am Reichstag und einen in der Bernauer Straße zu konzentrieren.
Durch den Bau des Versorgungstunnels des Deutschen Bundestages und des Friedrich-Ebert-Platzes im Rahmen des Neubaus der Bundestagsgebäude – dem Band des Bundes – musste die Gedenkstätte 1995 auf Kosten des Bundes an den Tiergarten ziehen. An der Ecke Ebert-/Scheidemannstraße gegenüber der Südseite des Reichstagsgebäudes sind 15 Kreuze aufgestellt. Nach einer Feierstunde zum 50. Jahrestag des 17. Juni 1953 im Deutschen Bundestag übergab der damalige Bundestagspräsident Wolfgang Thierse zusammen mit dem Regierenden Bürgermeister Klaus Wowereit den Platz an der nördlichen Seite des Reichstages und den Gedenkort der Öffentlichkeit. Die Kreuze am Tiergarten blieben erhalten.
Die neue Installation nach einem Entwurf des Landschaftsarchitekten Jan Wehberg hat acht Plätze für Kreuze, von denen sieben belegt sind. Die Kreuze sind beidseitig mit Namen und dem zugehörigen Todesdatum versehen. Wolfgang Thierse sagte bei der Übergabe:

„An alle, die bei solchen Fluchtversuchen ums Leben gekommen sind, erinnern seit 1971 die ‚Mauerkreuze‘, die inzwischen selbst schon ein Stück Berliner und deutscher Geschichte geworden sind.“

Mit dem Freiheitsmahnmal stand eine ähnliche Gedenkstätte am Checkpoint Charlie. Die Arbeitsgemeinschaft 13. August errichtete 2004 ein Feld mit 1067 Kreuzen für alle Todesopfer der innerdeutschen Grenze und der Berliner Mauer. Das Mahnmal wurde 2005 geräumt.
Die Weißen Kreuze wurden 2014 anlässlich des 25-jährigen Mauerfall-Jubiläums vom Zentrum für politische Schönheit vorübergehend entwendet und an die Außengrenzen der EU verbracht, um an die mittlerweile dort zu Tausenden ums Leben kommenden Flüchtlinge zu mahnen.

## Opfernamen

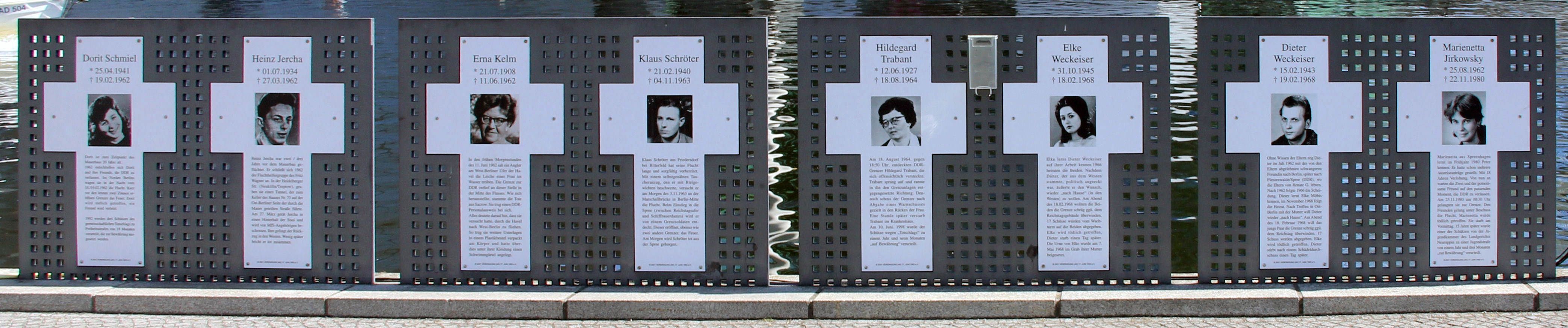
Weiße Kreuze am Spreeufer für die Maueropfer

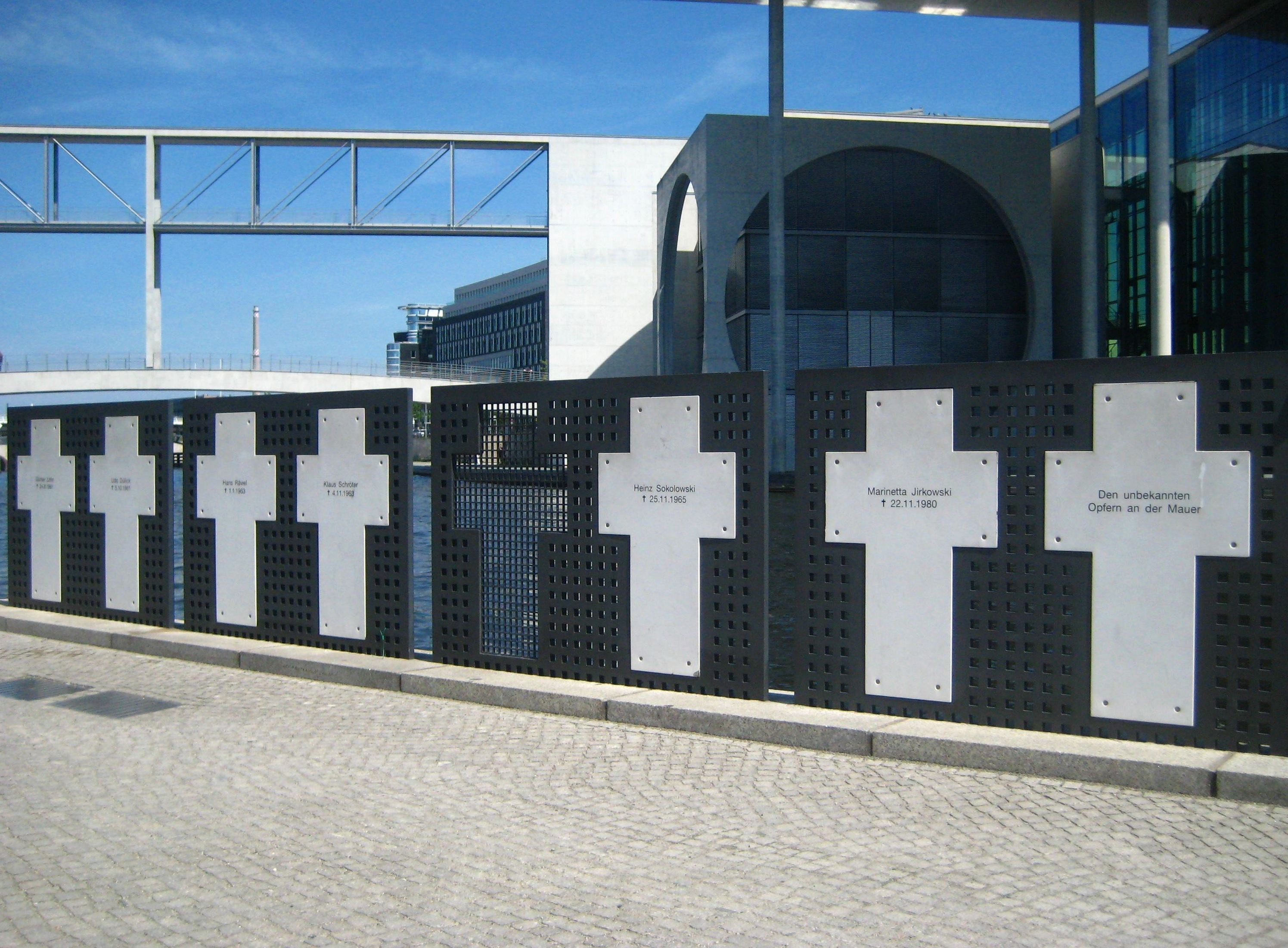
Alte Version der weißen Kreuze am Spreeufer, im Hintergrund das Marie-Elisabeth-Lüders-Haus

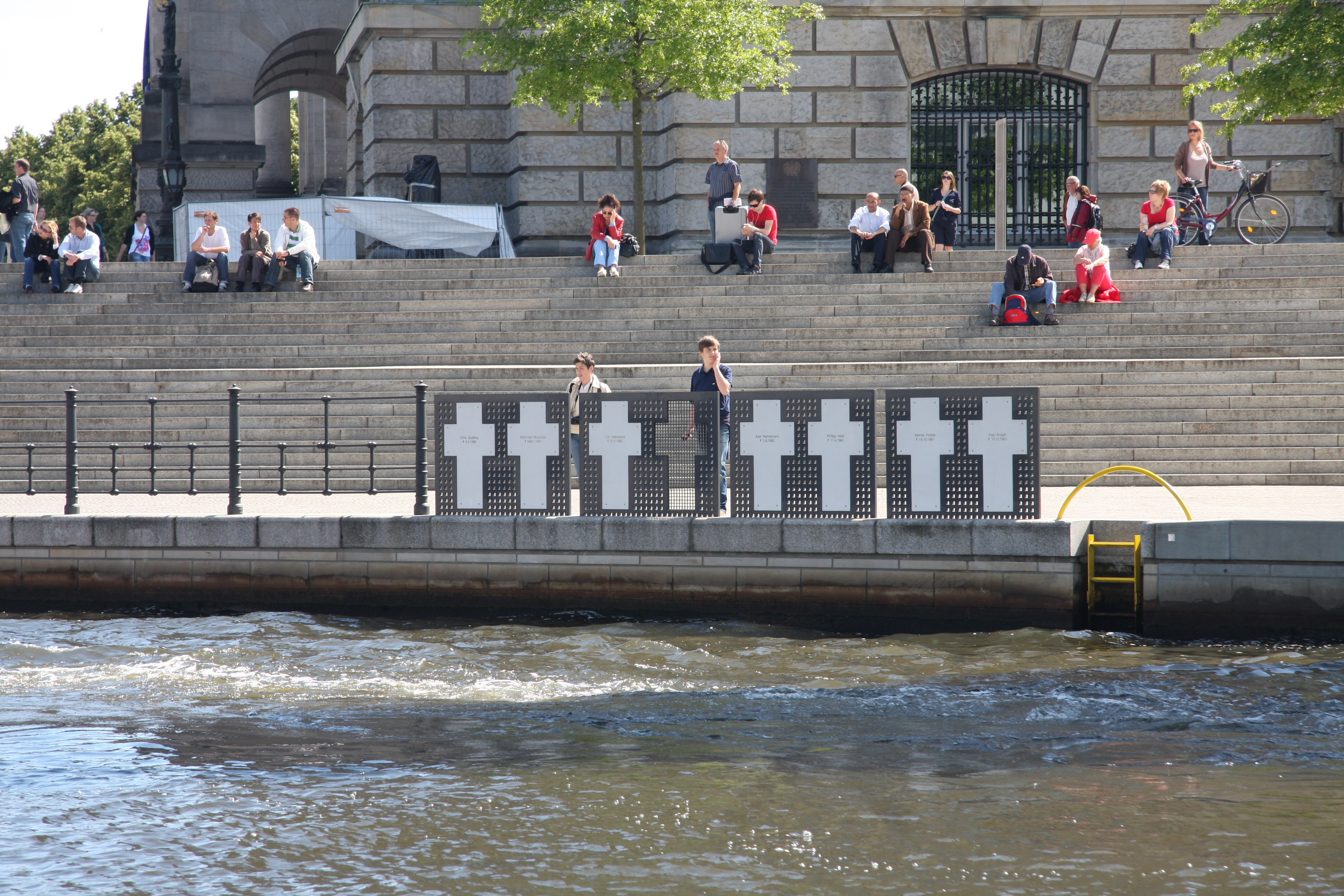
Uferseite der Gedenkstätte, im Hintergrund der Reichstag

### Uferseite
- Dorit Schmiel, 19. Februar 1962, am Wilhelmsruher Damm in Rosenthal erschossen.
- Heinz Jercha, 27. März 1962, im Fluchttunnel Heidelberger Straße in Neukölln seiner Schussverletzung erlegen.
- Erna Kelm, 11. Juni 1962, in der Havel, in Zehlendorf ertrunken.
- Klaus Schröter, 4. November 1963, in der Spree zwischen der Marschallbrücke und dem Reichstagsgebäude erschossen.
- Hildegard Trabant, 18. August 1964, zwischen den Bahnhöfen Schönhauser Allee (Ost-Berlin) und Gesundbrunnen (West-Berlin) erschossen.
- Elke Weckeiser, 18. Februar 1968, am Kapelle-Ufer erschossen.
- Dieter Weckeiser, 18. Februar 1968, am Kapelle-Ufer erschossen.
- Marienetta Jirkowsky, 22. November 1980 an der Grenze in Frohnau erschossen.

### Wasserseite
- Werner Probst, 14. Oktober 1961, in der Spree in der Nähe der Schillingbrücke erschossen.
- Ingo Krüger, 10. Dezember 1961, in der Spree in der Nähe des Bahnhof Friedrichstraße ertrunken.
- Philipp Held, 11. April 1962 (genaues Todesdatum ungeklärt), am 22. April 1962 tot aus der Spree geborgen.
- Axel Hannemann, 5. Juni 1962, in der Spree in der Nähe des Reichstagsgebäudes erschossen.
- Lutz Haberlandt, 27. Juni 1962 (Inschrift ohne „t“ im Nachnamen), im Grenzstreifen bei der Charité erschossen.
- Wolf-Olaf Muszynski, März 1963 (vermutlich im Februar 1963 verstorben),[6] am 1. April 1963 tot aus der Spree geborgen.
- Chris Gueffroy, 5. Februar 1989, am Britzer Verbindungskanal erschossen.